# Terminalia bentzoe
Terminalia bentzoe är en tvåhjärtbladig växtart. Terminalia bentzoe ingår i släktet Terminalia och familjen Combretaceae. Utöver nominatformen finns också underarten T. b. rodriguesensis.

## Bildgalleri

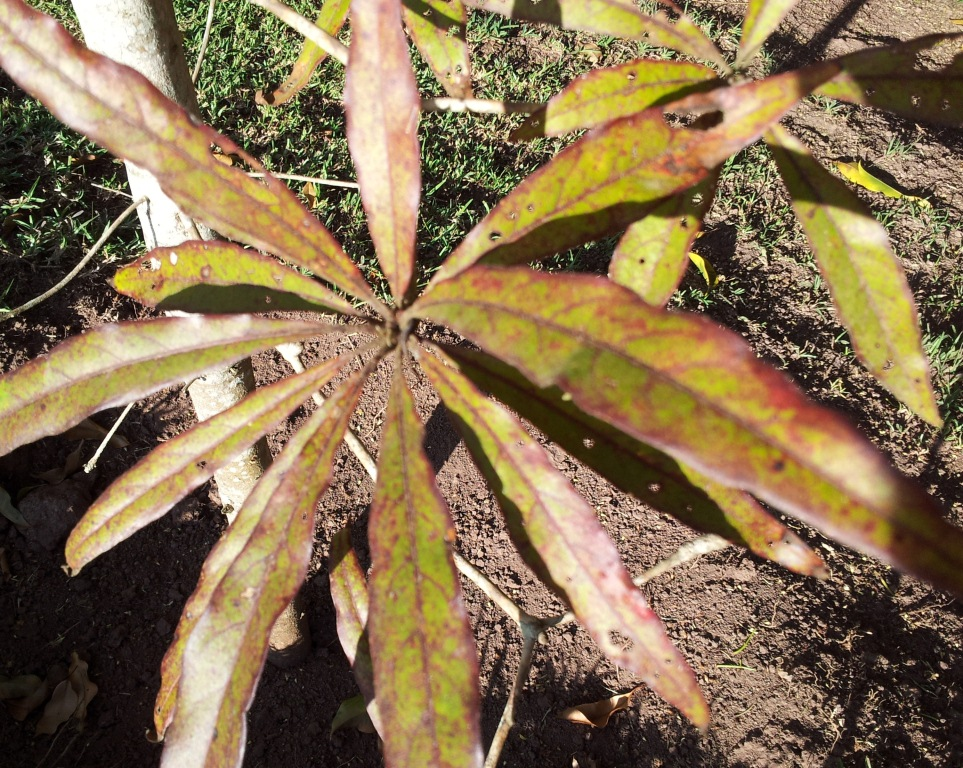
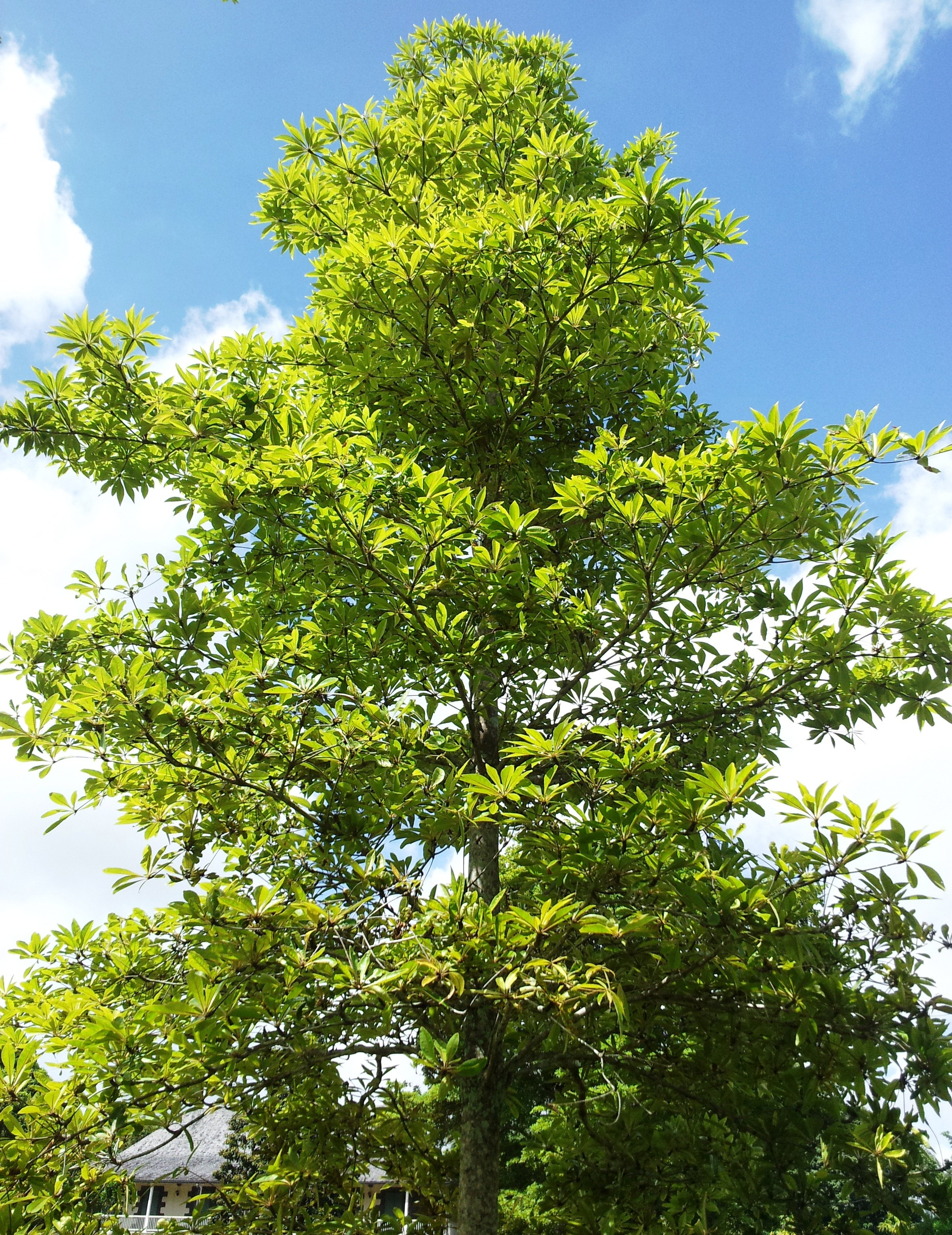
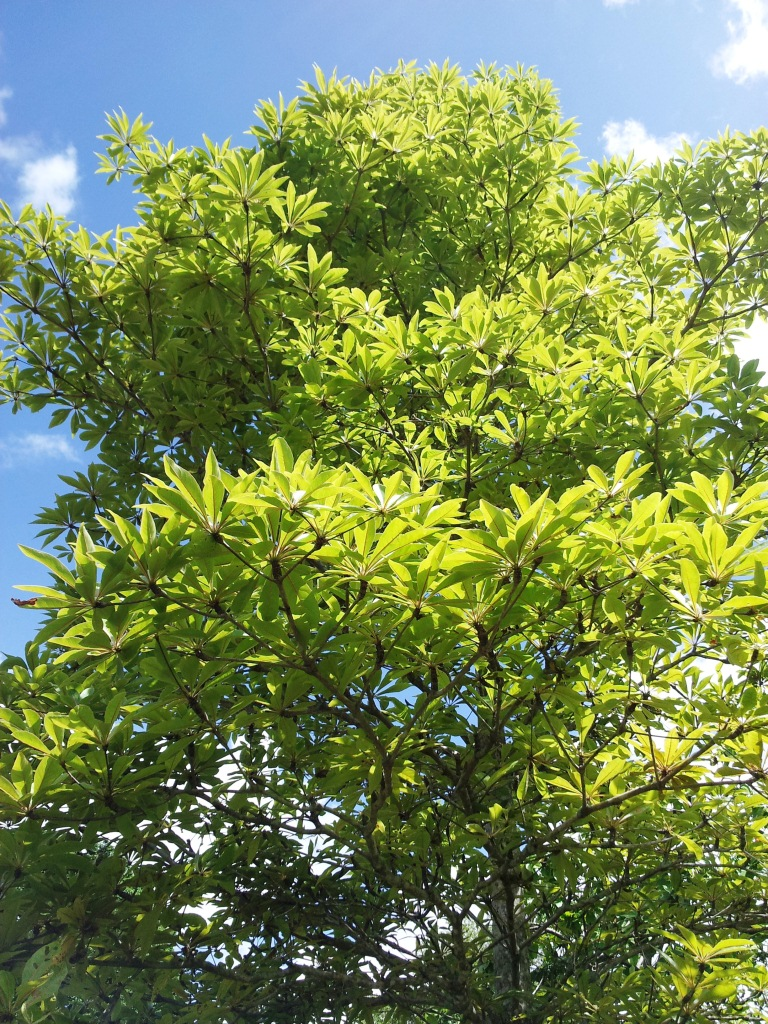
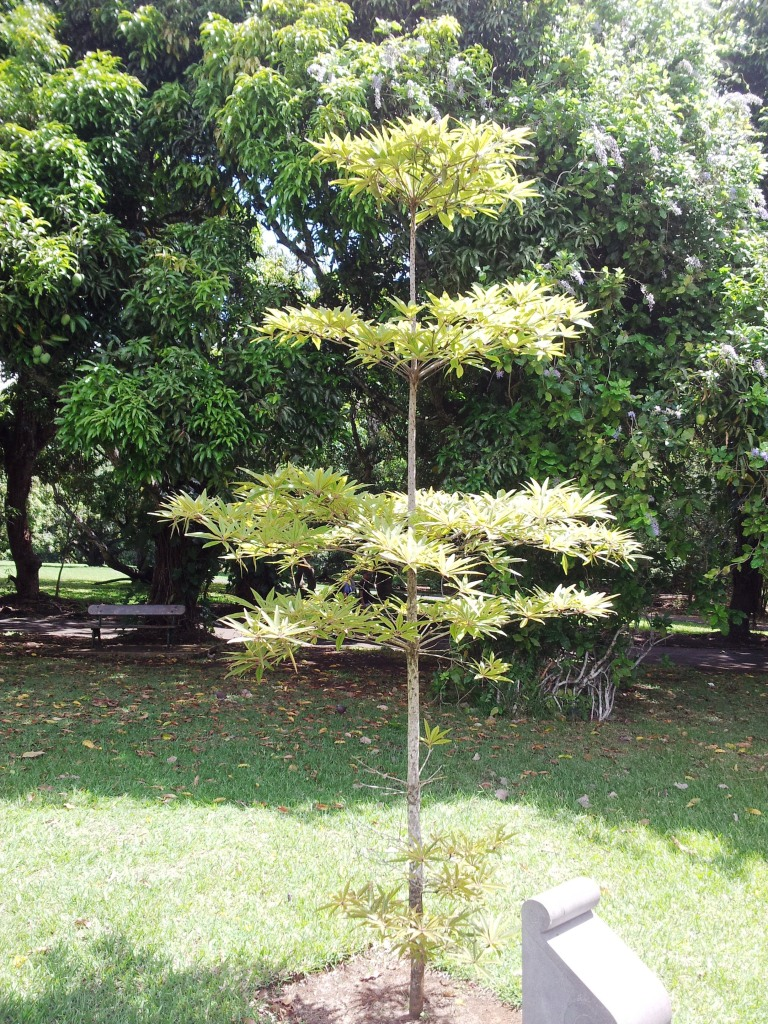
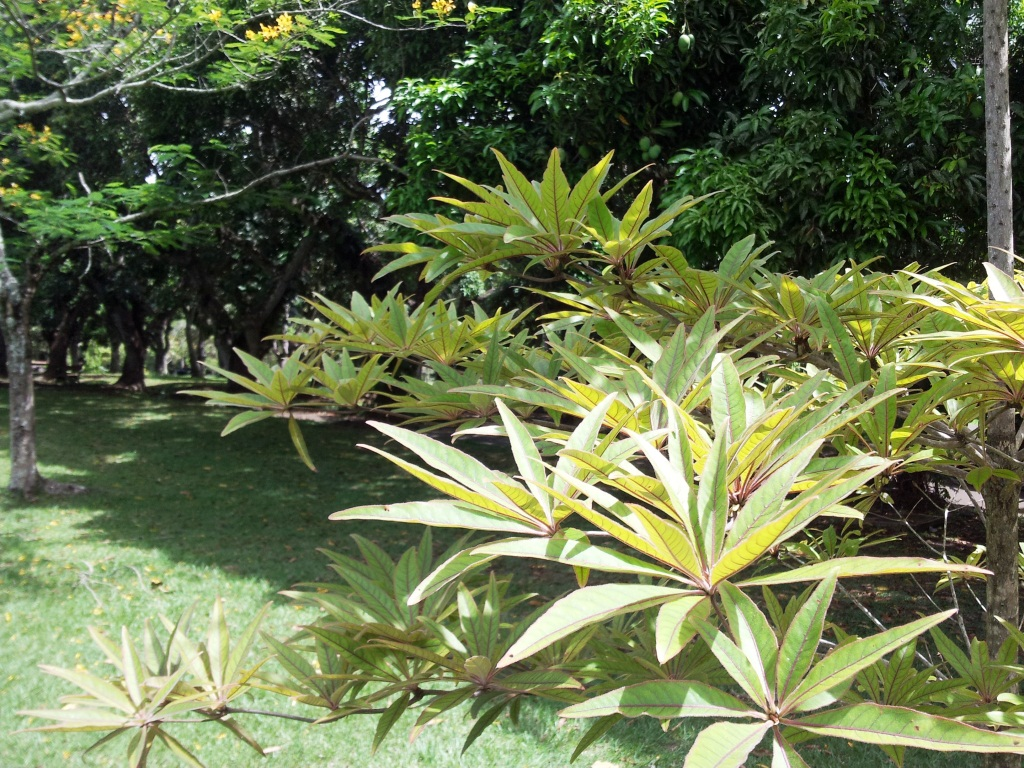